# Danse serpentine
Danse serpentine byl francouzský němý film z roku 1896. Režisérem byl Georges Méliès (1861–1938). Film je považován za ztracený.

## Děj
Film zachycuje ženu s volnými šaty, jak tančí na dřevěném pódiu. Díky pohybům, které provádí, vypadá tanec spíše jako abstraktní hra s neustále se měnícími a okouzlujcími tvary.